# 마울리크 판촐리
마울리크 나빈 판촐리(Maulik Navin Pancholy, 1974년 1월 18일 ~ )는 미국의 배우이다. TV 시트콤 《위즈》와 《산제이 & 크레이그》의 산제이 역으로 유명하며, 이외 《30 록》, 《휘트니》, 《스타 트렉: 디스커버리》에도 비중 있는 배역으로 출연하였다. 애니메이션 《피니와 퍼브》에서는 발지트 역 성우를 맡았다.
오하이오주 데이턴 출신이며 그의 부모는 인도 구자라트에서 미국으로 이민왔다. 그 덕분에 구자라트어와 힌디어, 스페인어를 구사할 줄 안다. 2013년 동성애자임을 커밍아웃했으며 9년 이상 사귄 남자친구가 있음도 밝혔다. 이듬해 결혼했다.

## 출연작 목록

### 영화
- 스트레스를 부르는 그 이름 직장상사(2011) - 그레고리

### 텔레비전 드라마
| 연도    | 제목                  | 원제                | 배역          | 비고                                           |
| ------- | --------------------- | ------------------- | ------------- | ---------------------------------------------- |
| 2005-09 | 위즈                  | Weeds               | 산제이 파텔   | 조역                                           |
| 2006-12 | 30 록                 | 30 Rock             | 조너선        | 주역                                           |
| 2007-15 | 피니와 퍼브           | Phineas and Ferb    | 발지트 틴더   | 주역; 목소리 출연                              |
| 2011    | 웹 테라피             | Web Therapy         | 카말 프라카시 | 주역                                           |
| 2011-12 | 휘트니                | Whitney             | 닐            | 주역                                           |
| 2013-16 | 산제이 & 크레이그     | Sanjay and Craig    | 산제이 파텔   | 주인공; 목소리 출연                            |
| 2014    | 굿 와이프             | The Good Wife       | 데브 자인     | "Parallel Construction, Bitches" 에피소드 출연 |
| 2017    | 스타 트렉: 디스커버리 | Star Trek Discovery | 남부에 박사   | 주역                                           |